# 2016年のオーストラリア
2016年のオーストラリア （2016ねんのオーストラリア）では、2016年のオーストラリアに関する出来事について記述する。

## 予定

### 9月
- 9月4日-5日 - 中華人民共和国浙江省杭州市で第11回20か国・地域首脳会合（G20）。オーストラリアからはマルコム・ターンブル首相が出席予定。